# Linntjärnen (Krokstads socken, Bohuslän, 652090-126956)
Linntjärnen är en sjö i Munkedals kommun i Bohuslän och ingår i Örekilsälvens huvudavrinningsområde.